# Partecipanti al Tour de France 2003
Elenco dei partecipanti al Tour de France 2003.
Alla competizione presero parte 22 squadre, ciascuna delle quali composta da nove corridori, per un totale di 198 ciclisti al via. Le formazioni appartenevano tutte alla prima divisione UCI.

## Corridori per squadra
Nota: R ritirato, NP non partito, FT fuori tempo.
| US Postal Service presented by Berry Floor | US Postal Service presented by Berry Floor | US Postal Service presented by Berry Floor | Fassa Bortolo        | Fassa Bortolo           | Fassa Bortolo        | Vini Caldirola-So.Di.  | Vini Caldirola-So.Di.   | Vini Caldirola-So.Di.  |
| ------------------------------------------ | ------------------------------------------ | ------------------------------------------ | -------------------- | ----------------------- | -------------------- | ---------------------- | ----------------------- | ---------------------- |
| 1                                          | Lance Armstrong                            | 1º                                         | 81                   | Ivan Basso              | 7º                   | 161                    | Stefano Garzelli        | NP 10ª                 |
| 2                                          | Roberto Heras                              | 34º                                        | 82                   | Marzio Bruseghin        | 66º                  | 162                    | Dario Andriotto         | 144º                   |
| 3                                          | Manuel Beltrán                             | 14º                                        | 83                   | Dario David Cioni       | 79º                  | 163                    | Paolo Bossoni           | 134º                   |
| 4                                          | Vjačeslav Ekimov                           | 76º                                        | 84                   | Aitor González          | NP 8ª                | 164                    | Andrej Hauptman         | R 14ª                  |
| 5                                          | George Hincapie                            | 47º                                        | 85                   | Volodymyr Hustov        | NP 8ª                | 165                    | Eddy Mazzoleni          | R 9ª                   |
| 6                                          | Floyd Landis                               | 77º                                        | 86                   | Nicola Loda             | R 8ª                 | 166                    | Marco Milesi            | NP 15ª                 |
| 7                                          | Pavel Padrnos                              | 102º                                       | 87                   | Sven Montgomery         | NP 8ª                | 167                    | Fred Rodriguez          | R 15ª                  |
| 8                                          | Víctor Hugo Peña                           | 88º                                        | 88                   | Alessandro Petacchi     | R 7ª                 | 168                    | Romāns Vainšteins       | 116º                   |
| 9                                          | José Luis Rubiera                          | 19º                                        | 89                   | Marco Velo              | R 7ª                 | 169                    | Steve Zampieri          | 87º                    |
| ONCE-Eroski                                | ONCE-Eroski                                | ONCE-Eroski                                | fdjeux.com           | fdjeux.com              | fdjeux.com           | Euskaltel-Euskadi      | Euskaltel-Euskadi       | Euskaltel-Euskadi      |
| 11                                         | Joseba Beloki                              | R 9ª                                       | 91                   | Sandy Casar             | 111º                 | 171                    | Iban Mayo               | 6º                     |
| 12                                         | René Andrle                                | 83º                                        | 92                   | Jimmy Casper            | R 9ª                 | 172                    | Mikel Artetxe           | 80º                    |
| 13                                         | José Azevedo                               | 26º                                        | 93                   | Baden Cooke             | 140º                 | 173                    | David Etxebarria        | FT 12ª                 |
| 14                                         | Álvaro Gonz. de Galdeano                   | 122º                                       | 94                   | Carlos Da Cruz          | 93º                  | 174                    | Unai Etxebarria         | FT 12ª                 |
| 15                                         | Jörg Jaksche                               | 17º                                        | 95                   | Nicolas Fritsch         | 78º                  | 175                    | Roberto Laiseka         | 18º                    |
| 16                                         | Isidro Nozal                               | 72º                                        | 96                   | Bradley McGee           | 133º                 | 176                    | Iñigo Landaluze         | 101º                   |
| 17                                         | Mikel Pradera                              | 58º                                        | 97                   | Christophe Mengin       | 110º                 | 177                    | Alberto López de Munain | 98º                    |
| 18                                         | Marcos Serrano                             | 68º                                        | 98                   | Nicolas Vogondy         | 117º                 | 178                    | Samuel Sánchez          | FT 8ª                  |
| 19                                         | Ángel Vicioso                              | NP 6ª                                      | 99                   | Matthew Wilson          | FT 11ª               | 179                    | Haimar Zubeldia         | 5º                     |
| Team Telekom                               | Team Telekom                               | Team Telekom                               | Kelme-Costa Blanca   | Kelme-Costa Blanca      | Kelme-Costa Blanca   | Brioches La Boulangère | Brioches La Boulangère  | Brioches La Boulangère |
| 21                                         | Santiago Botero                            | NP 18ª                                     | 81                   | Ignacio Gutiérrez       | R 8ª                 | 141                    | Didier Rous             | 20º                    |
| 22                                         | Mario Aerts                                | 89º                                        | 82                   | José Enrique Gutiérrez  | 41º                  | 142                    | Walter Bénéteau         | 59º                    |
| 23                                         | Rolf Aldag                                 | 94º                                        | 83                   | David Latasa            | 73º                  | 143                    | Sylvain Chavanel        | 37º                    |
| 24                                         | Giuseppe Guerini                           | 35º                                        | 84                   | Jesús Manzano           | R 7ª                 | 144                    | Anthony Geslin          | 114º                   |
| 25                                         | Matthias Kessler                           | 49º                                        | 85                   | David Muñoz             | 139º                 | 145                    | Maryan Hary             | 130º                   |
| 26                                         | Andreas Klöden                             | R 9ª                                       | 86                   | Iván Parra              | 46º                  | 146                    | Damien Nazon            | 129º                   |
| 27                                         | Daniele Nardello                           | 25º                                        | 87                   | Javier Pascual Llorente | 27º                  | 147                    | Jérôme Pineau           | 71º                    |
| 28                                         | Aleksandr Vinokurov                        | 3º                                         | 88                   | Antonio Tauler          | R 8ª                 | 148                    | Franck Renier           | 95º                    |
| 29                                         | Erik Zabel                                 | 107º                                       | 89                   | Julián Usano            | 142º                 | 149                    | Thomas Voeckler         | 119º                   |
| iBanesto.com                               | iBanesto.com                               | iBanesto.com                               | Quick Step-Davitamon | Quick Step-Davitamon    | Quick Step-Davitamon | Gerolsteiner           | Gerolsteiner            | Gerolsteiner           |
| 31                                         | Francisco Mancebo                          | 10º                                        | 111                  | Paolo Bettini           | 48º                  | 151                    | Davide Rebellin         | R 14ª                  |
| 32                                         | Juan Antonio Flecha                        | 104º                                       | 112                  | László Bodrogi          | 108º                 | 192                    | Udo Bölts               | 61º                    |
| 33                                         | José Vicente García                        | 125º                                       | 113                  | Davide Bramati          | 126º                 | 193                    | René Haselbacher        | R 14ª                  |
| 34                                         | Vladimir Karpec                            | 100º                                       | 114                  | David Cañada            | 56º                  | 194                    | Uwe Peschel             | NP 20ª                 |
| 35                                         | Pablo Lastras                              | 67º                                        | 115                  | Servais Knaven          | 123º                 | 195                    | Olaf Pollack            | R 7ª                   |
| 36                                         | Denis Men'šov                              | 11º                                        | 116                  | Luca Paolini            | 69º                  | 196                    | Michael Rich            | R 7ª                   |
| 37                                         | Juan Miguel Mercado                        | 36º                                        | 117                  | Michael Rogers          | 42º                  | 197                    | Torsten Schmidt         | R 13ª                  |
| 38                                         | Evgenij Petrov                             | 53º                                        | 118                  | Kurt Van De Wouwer      | 62º                  | 198                    | Georg Totschnig         | 12º                    |
| 39                                         | Xabier Zandio                              | 51º                                        | 119                  | Richard Virenque        | 16º                  | 199                    | Markus Zberg            | 92º                    |
| Rabobank                                   | Rabobank                                   | Rabobank                                   | Crédit Agricole      | Crédit Agricole         | Crédit Agricole      | Alessio                | Alessio                 | Alessio                |
| 41                                         | Levi Leipheimer                            | NP 2ª                                      | 121                  | Christophe Moreau       | 8º                   | 201                    | Laurent Dufaux          | 21º                    |
| 42                                         | Michael Boogerd                            | 32º                                        | 122                  | Stéphane Augé           | FT 11ª               | 202                    | Fabio Baldato           | R 6ª                   |
| 43                                         | Bram de Groot                              | 99º                                        | 123                  | Pierrick Fédrigo        | R 14ª                | 203                    | Alessandro Bertolini    | 146º                   |
| 44                                         | Óscar Freire                               | 96º                                        | 124                  | Sébastien Hinault       | 138º                 | 204                    | Pietro Caucchioli       | NP 13ª                 |
| 45                                         | Robert Hunter                              | R 14ª                                      | 125                  | Thor Hushovd            | 118º                 | 205                    | Raffaele Ferrara        | R 14ª                  |
| 46                                         | Marc Lotz                                  | NP 2ª                                      | 126                  | Lilian Jégou            | R 9ª                 | 206                    | Angelo Furlan           | R 9ª                   |
| 47                                         | Grischa Niermann                           | 28º                                        | 127                  | Stuart O'Grady          | 90º                  | 207                    | Vladimir Miholjević     | 50º                    |
| 48                                         | Marc Wauters                               | 115º                                       | 128                  | Benoît Poilvet          | 109º                 | 208                    | Andrea Noè              | 74º                    |
| 49                                         | Remmert Wielinga                           | R 16ª                                      | 129                  | Jens Voigt              | R 11ª                | 209                    | Franco Pellizotti       | 75º                    |
| Saeco                                      | Saeco                                      | Saeco                                      | Team Bianchi         | Team Bianchi            | Team Bianchi         | Jean Delatour          | Jean Delatour           | Jean Delatour          |
| 51                                         | Gilberto Simoni                            | 84º                                        | 131                  | Jan Ullrich             | 2º                   | 211                    | Patrice Halgand         | 40º                    |
| 52                                         | Leonardo Bertagnolli                       | R 15ª                                      | 132                  | Daniel Becke            | 145º                 | 212                    | Pierre Bourquenoud      | R 8ª                   |
| 53                                         | Salvatore Commesso                         | 81º                                        | 133                  | Ángel Casero            | 57º                  | 213                    | Samuel Dumoulin         | 141º                   |
| 54                                         | Danilo Di Luca                             | R 13ª                                      | 134                  | Félix García Casas      | 23º                  | 214                    | Christophe Edaleine     | 131º                   |
| 55                                         | Paolo Fornaciari                           | 112º                                       | 135                  | Aitor Garmendia         | 70º                  | 215                    | Frédéric Finot          | 137º                   |
| 56                                         | Gerrit Glomser                             | 64º                                        | 136                  | Fabrizio Guidi          | 103º                 | 216                    | Stéphane Goubert        | 31º                    |
| 57                                         | Jörg Ludewig                               | 38º                                        | 137                  | Thomas Liese            | 136º                 | 217                    | Jurij Krivcov           | 85º                    |
| 58                                         | Fabio Sacchi                               | 60º                                        | 138                  | David Plaza             | 22º                  | 218                    | Laurent Lefèvre         | 65º                    |
| 59                                         | Stefano Zanini                             | R 9ª                                       | 139                  | Tobias Steinhauser      | R 11ª                | 219                    | Jean-Patrick Nazon      | 135º                   |
| Cofidis, le Crédit par Téléphone           | Cofidis, le Crédit par Téléphone           | Cofidis, le Crédit par Téléphone           | Lotto-Domo           | Lotto-Domo              | Lotto-Domo           |                        |                         |                        |
| 61                                         | David Millar                               | 55º                                        | 131                  | Robbie McEwen           | 143º                 |                        |                         |                        |
| 62                                         | Médéric Clain                              | 105º                                       | 142                  | Serge Baguet            | 86º                  |                        |                         |                        |
| 63                                         | Íñigo Cuesta                               | 127º                                       | 143                  | Christophe Brandt       | 52º                  |                        |                         |                        |
| 64                                         | Philippe Gaumont                           | 124º                                       | 144                  | Hans De Clercq          | 147º                 |                        |                         |                        |
| 65                                         | Massimiliano Lelli                         | 15º                                        | 145                  | Nick Gates              | R 16ª                |                        |                         |                        |
| 66                                         | David Moncoutié                            | 43º                                        | 146                  | Axel Merckx             | FT 15ª               |                        |                         |                        |
| 67                                         | Luis Pérez                                 | R 7ª                                       | 147                  | Koos Moerenhout         | 128º                 |                        |                         |                        |
| 68                                         | Guido Trentin                              | 63º                                        | 148                  | Léon van Bon            | 132º                 |                        |                         |                        |
| 69                                         | Cédric Vasseur                             | 97º                                        | 149                  | Rik Verbrugghe          | R 14ª                |                        |                         |                        |
| Team CSC                                   | Team CSC                                   | Team CSC                                   | AG2R Prévoyance      | AG2R Prévoyance         | AG2R Prévoyance      |                        |                         |                        |
| 71                                         | Tyler Hamilton                             | 4º                                         | 151                  | Laurent Brochard        | 33º                  |                        |                         |                        |
| 72                                         | Michael Blaudzun                           | 45º                                        | 152                  | Mikel Astarloza         | 29º                  |                        |                         |                        |
| 73                                         | Nicolas Jalabert                           | 106º                                       | 153                  | Aleksandr Bočarov       | 24º                  |                        |                         |                        |
| 74                                         | Bekim Christensen                          | 120º                                       | 154                  | Íñigo Chaurreau         | 30º                  |                        |                         |                        |
| 75                                         | Peter Luttenberger                         | 13º                                        | 155                  | Andy Flickinger         | 39º                  |                        |                         |                        |
| 76                                         | Andrea Peron                               | 54º                                        | 156                  | Jaan Kirsipuu           | R 7ª                 |                        |                         |                        |
| 77                                         | Jakob Piil                                 | 113º                                       | 157                  | Christophe Oriol        | 121º                 |                        |                         |                        |
| 78                                         | Carlos Sastre                              | 9º                                         | 158                  | Nicolas Portal          | 82º                  |                        |                         |                        |
| 79                                         | Nicki Sørensen                             | 44º                                        | 159                  | Ludovic Turpin          | 91º                  |                        |                         |                        |

## Ciclisti per nazione
Le nazionalità rappresentate nella manifestazione sono 26; in tabella il numero dei ciclisti suddivisi per la propria nazione di appartenenza:
| Numero ciclisti | Nazione |
| --------------- | --- |
| 43              | Spagna |
| 39              | Francia |
| 35              | Italia |
| 17              | Germania |
| 8               | Belgio |
| 7               | Australia, Paesi Bassi                                                                                                |
| 6               | Stati Uniti |
| 5               | Russia, Svizzera |
| 4               | Austria, Danimarca |
| 3               | Colombia |
| 2               | Rep. Ceca, Ucraina |
| 1               | Croazia, Estonia, Gran Bretagna, Kazakistan, Lettonia, Norvegia, Portogallo, Slovenia, Sudafrica, Ungheria, Venezuela |